# Lista de presidentes da Assembleia Legislativa da Região Autónoma da Madeira

Bandeira da Região Autónoma da Madeira

Esta é a lista dos presidentes da Assembleia Legislativa da Região Autónoma da Madeira (ALRAM).

## Lista
Legenda de cores
| # | Presidente da Assembleia Legislativa (Nascimento–Morte) | Retrato | Início do mandato     | Fim do mandato        | Legislatura | Votos   | Partido | Partido          |
| - | ------------------------------------------------------- | ------- | --------------------- | --------------------- | ----------- | ------- | ------- | ---------------- |
| 1 | Emanuel Nascimento dos Santos Rodrigues (1943–2019)     |         | 19 de julho de 1976   | 1984                  | I           | n/d     |         | Social Democrata |
| 1 | Emanuel Nascimento dos Santos Rodrigues (1943–2019)     | II      | 19 de julho de 1976   | 1984                  | n/d         |         |         | Social Democrata |
| 2 | Jorge Nélio Praxedes Ferraz Mendonça (1930–2009)        |         | 8 de novembro de 1984 | 1994                  | III         | n/d     |         | Social Democrata |
| 2 | Jorge Nélio Praxedes Ferraz Mendonça (1930–2009)        | IV      | 8 de novembro de 1984 | 1994                  | n/d         |         |         | Social Democrata |
| 2 | Jorge Nélio Praxedes Ferraz Mendonça (1930–2009)        | V       | 8 de novembro de 1984 | 1994                  | n/d         |         |         | Social Democrata |
| 3 | José Miguel Jardim d'Olival de Mendonça (1935–)         | V       |                       | 1994                  | 2015        | n/d     |         | Social Democrata |
| 3 | José Miguel Jardim d'Olival de Mendonça (1935–)         | VI      | n/d                   | 1994                  | 2015        |         |         | Social Democrata |
| 3 | José Miguel Jardim d'Olival de Mendonça (1935–)         | VII     | n/d                   | 1994                  | 2015        |         |         | Social Democrata |
| 3 | José Miguel Jardim d'Olival de Mendonça (1935–)         | VIII    | n/d                   | 1994                  | 2015        |         |         | Social Democrata |
| 3 | José Miguel Jardim d'Olival de Mendonça (1935–)         | IX      | n/d                   | 1994                  | 2015        |         |         | Social Democrata |
| 3 | José Miguel Jardim d'Olival de Mendonça (1935–)         | X       | n/d                   | 1994                  | 2015        |         |         | Social Democrata |
| 4 | José Lino Tranquada Gomes (1958–)                       |         | 20 de abril de 2015   | 15 de outubro de 2019 | XI          | 39 / 47 |         | Social Democrata |
| 5 | José Manuel de Sousa Rodrigues (1960–)                  |         | 15 de outubro de 2019 | 10 de abril de 2025   | XII         | 24 / 47 |         | Centrista        |
| 5 | José Manuel de Sousa Rodrigues (1960–)                  | XIII    | 15 de outubro de 2019 | 10 de abril de 2025   | 40 / 47     |         |         | Centrista        |
| 5 | José Manuel de Sousa Rodrigues (1960–)                  | XIV     | 15 de outubro de 2019 | 10 de abril de 2025   | 24 / 47     |         |         | Centrista        |
| 6 | Rubina Leal (1966–)                                     |         | 10 de abril de 2025   | presente              | XV          | 39 / 47 |         | Social Democrata |